# Sosna Banksa
Sosna Banksa (banka, Pinus banksiana Lamb.) – gatunek drzewa iglastego z rodziny sosnowatych. Sosna Banksa pochodzi z Ameryki Północnej, występuje w stanie dzikim w centralnej Kanadzie na wschód od Gór Skalistych od Terytoriów Północno-Zachodnich do Nowej Szkocji oraz na północno-wschodnich obszarach USA od stanu Minnesota do Maine, sięgając północno-zachodnich krańców stanu Indiana.

## Morfologia
PokrójDrzewo wiecznie zielone, wolno rosnące, średnich rozmiarów. Pokrój drzewa początkowo stożkowaty, z czasem nieregularny, przyjmuje formy od strzelistych po krzaczaste.
PieńOsiąga wysokość od 9 do 22, wyjątkowo 25 metrów. Średnica pnia do 0,9 m. Kora ciemna, łuszczy się drobnymi płatami.
LiściePąki jajowate, czerwono-brązowe, żywiczne, długości 0,5–1 cm. Igły zebrane w pęczki po 2, cienkie lecz sztywne, długości 2,5–4(5) cm, grubości 1–1,5 mm, lekko skręcone, ciemnozielone, zimą jaśniejsze. Pozostają na drzewie 2–3 lata. Pochewka liściowa rozmiarów 0,3–0,6 cm.
SzyszkiSzyszki męskie cylindryczne, żółto-zielone, wyrastają w grupach na końcach gałązek. Szyszki żeńskie początkowo owalne, czerwonawe. Dojrzewając dorastają do 3–5(5,5) cm długości, są jasnobrązowe, charakterystycznie zakrzywione, spiczaste. Tarczki łusek są spłaszczone, pozbawione kolców lub z niewielkim, delikatnym kolcem, który odpada przeważnie zanim szyszka dojrzeje. Nasiona ciemnobrązowe, prawie czarne, długości 4–5 mm, ze skrzydełkiem długości 10–12 mm.

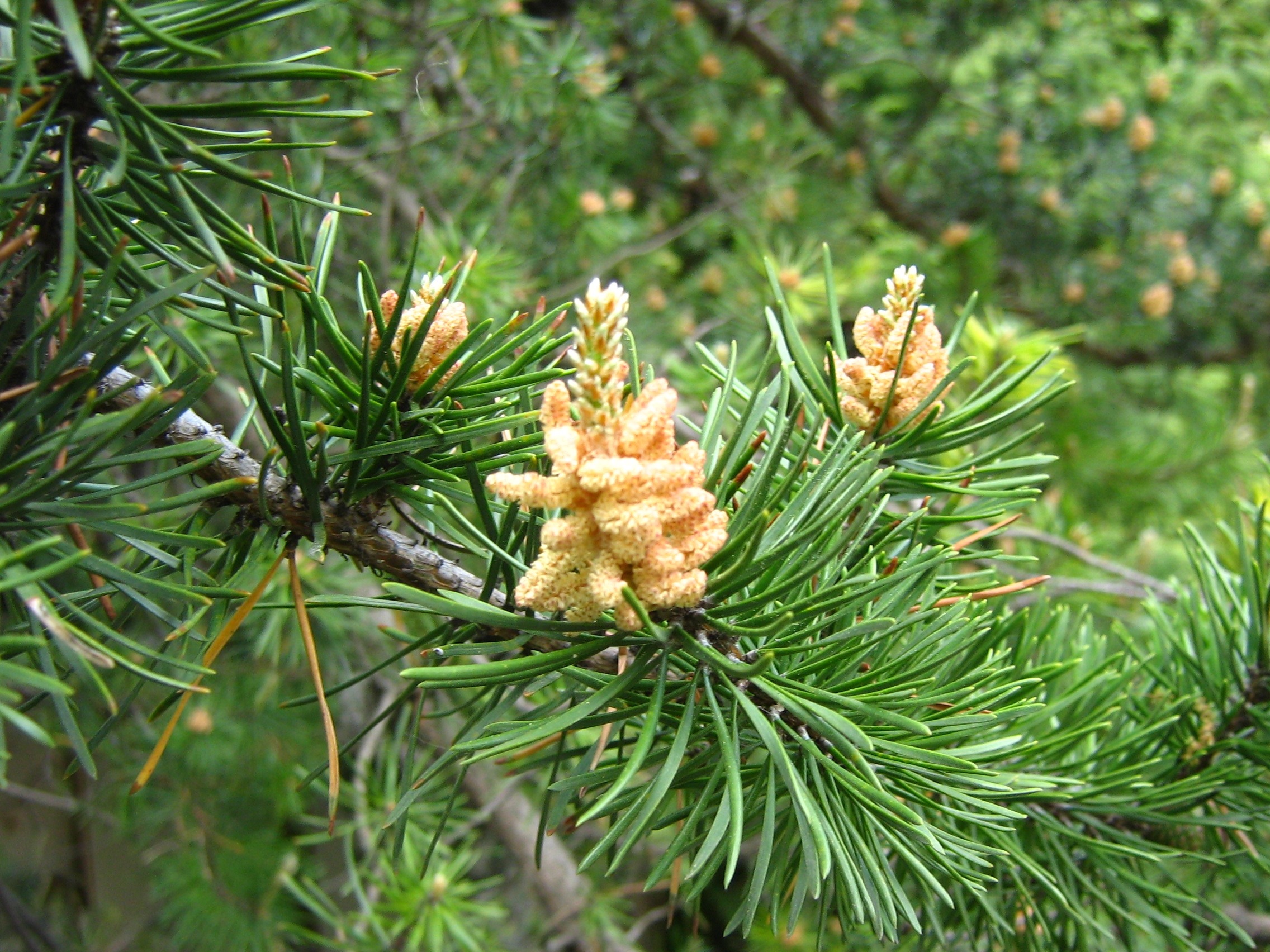
Igły i szyszki męskie
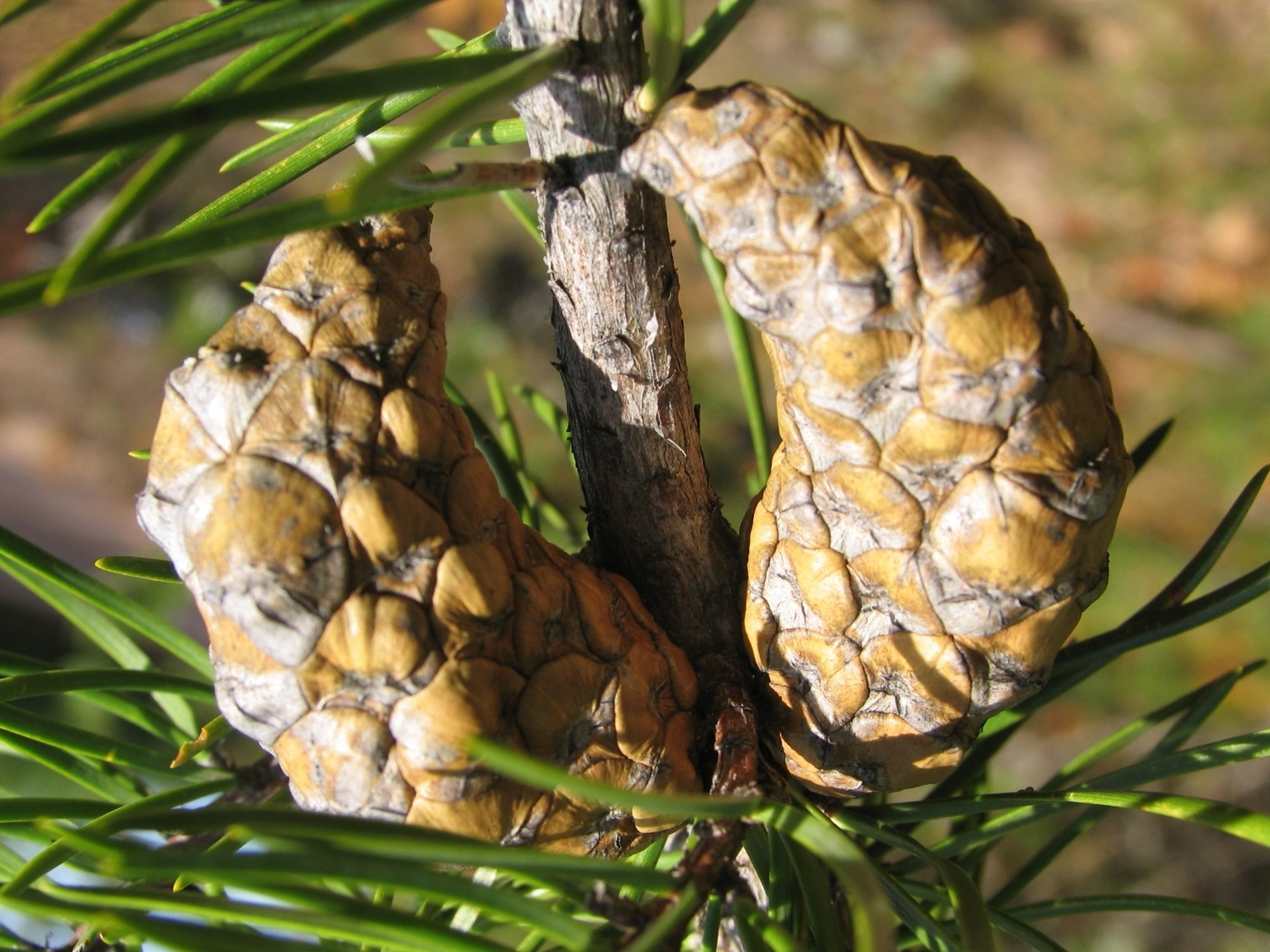
Zamknięte szyszki nasienne

Gatunki podobneBlisko spokrewniona sosna wydmowa (P. contorta), odróżnić ją można po szyszkach nasiennych opatrzonych przeważnie kolczastymi wyrostkami.

## Biologia i ekologia
Gatunek jednopienny. Szyszki nasienne dojrzewają w ciągu 2 lat od zapylenia i zaraz potem uwalniają nasiona lub pozostają na gałęziach przez lata, otwierając się dopiero pod wpływem wysokiej temperatury towarzyszącej pożarowi lasu. W ten sposób następuje naturalne odnowienie zniszczonego pożarem drzewostanu.
Gatunek światłolubny, odporny na mrozy. Rośnie na ubogich, piaszczystych i kamienistych glebach równin i wzgórz na wysokości 0–800 m n.p.m. Tworzy jednogatunkowe lub mieszane lasy tajgi i lasotundry. Na wschodnich krańcach zasięgu rośnie w klimacie morskim, poza tym w różnych typach klimatu kontynentalnego.

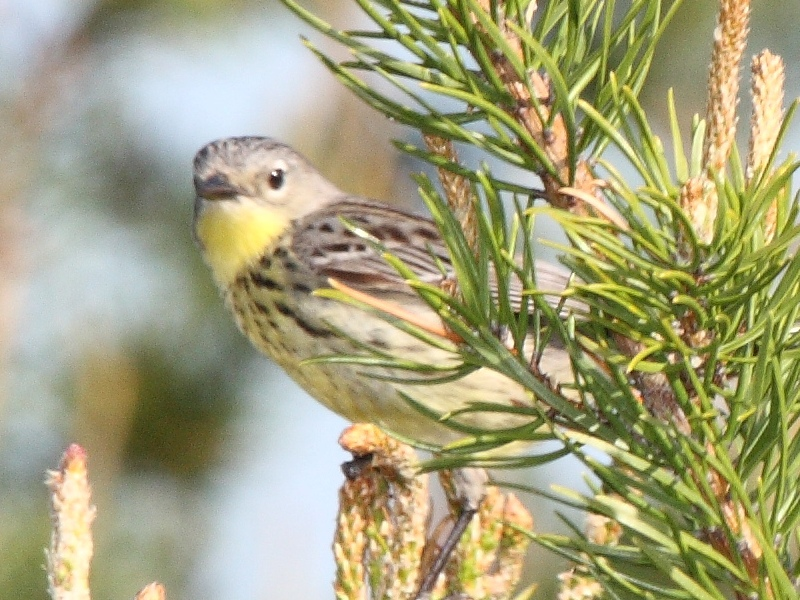
Lasówka szaro-żółta na sośnie Banksa

Lasówka szaro-żółta Dendroica kirtlandii z rodziny lasówkowatych (Parulidae) jest zagrożonym gatunkiem ptaka uzależnionym od występowania jednogatunkowych stanowisk młodej sosny Banksa na północnych krańcach Dolnego Półwyspu stanu Michigan. W wyniku zapobiegania i tłumienia pożarów lasu na tym terenie zaczęły zanikać stanowiska młodych sosen, a tym samym naturalne siedlisko lasówki. Aby uchronić ten gatunek ptaka przed wyginięciem przeprowadzane są w centralnym Michigan kontrolowane pożary lasów sosnowych.
Sosna Banksa uznawana jest za potencjalne zagrożenie dla rodzimych gatunków borowych rosnących na ubogich siedliskach, ze względu na łatwość samosiewu i niewielkie wymagania glebowe (np. Puszcza Białowieska).

## Nazewnictwo
Synonimy: Pinus divaricata (Aiton) Sudworth, P. sylvestris L. var. divaricata Aiton.
Nazwę tej sośnie nadano na cześć Josepha Banksa (1743–1820), który przewodził Towarzystwu Królewskiemu w Londynie w latach 1778–1819.

## Systematyka i zmienność
Pozycja gatunku w obrębie rodzaju Pinus:
- podrodzaj Pinus
  - sekcja Trifoliae
    - podsekcja Contortae
      - gatunek P. banksiana

Na zachodnich krańcach obszaru występowania intensywnie krzyżuje się z sosną wydmową (Pinus contorta).

## Zagrożenia
Międzynarodowa organizacja IUCN przyznała temu gatunkowi kategorię zagrożenia w skali całego świata LC (least concern), uznając za gatunek najmniejszej troski, nie spełniający kryteriów gatunków zagrożonych. Liczebność populacji jest stabilna.

## Zastosowanie
- W Polsce sadzona jako drzewo ozdobne, rzadziej w lasach na skrajnie ubogich siedliskach oraz na wydmach.
- Wprowadzona do uprawy w Europie pod koniec XVIII wieku w celu zalesiania najuboższych stanowisk. Ze względu na niską jakość techniczną surowca wypierana jest w Polsce z wcześniejszych nasadzeń w lasach użytkowych przez rodzime gatunki sosny o lepszych parametrach.